# Giovanni Bernardino Nanino
Giovanni Bernardino Nanino (ur. około 1560 w Vallerano, zm. 26 maja 1618 w Rzymie) – włoski kompozytor.

## Życiorys
Brat Giovanniego Marii. Był uczniem brata i podobnie jako on śpiewał jako chłopiec w chórze katedry w Vallerano. Następnie działał jako kapelmistrz w rzymskich kościołach Santissima Trinità dei Pellegrini (1585–1586), Santa Maria ai Monti (ok. 1588) i San Luigi dei Francesi (1591–1608). Był protegowanym kardynała Montalto i od 1608 roku działał w jego kościele tytularnym, San Lorenzo in Damaso, następnie był kapelmistrzem jego prywatnej kapeli.

## Twórczość
Należał do czołowych postaci ówczesnego rzymskiego życia muzycznego. Początkowo uprawiał twórczość świecką. Madrygały Nanina utrzymane są w stylu pastoralnym, cechującym się jasnymi barwami, wyraźnie określoną tonalnością i harmoniką. Po 1610 roku publikował natomiast utwory religijne, zawierające nowe rozwiązania formalne, m.in. bogaty w ornamenty styl rzymskiej pieśni świeckiej z akompaniamentem. Jako jeden z pierwszych kompozytorów rzymskich wprowadził w swoich drukach basso continuo.

## Ważniejsze kompozycje
(na podstawie materiałów źródłowych)

### Utwory religijne
- Motecta na 2–4 głosy (Rzym 1610)
- Motecta liber secundus na 1–5 głosów i basso continuo (Rzym 1611)
- Motecta liber tertius na 1–5 głosów i basso continuo (Rzym 1612)
- Motecta liber quartus na 1–5 głosów i basso continuo (Rzym 1618)
- Salmi vespertini na 4–8 głosów (Rzym 1620)
- Venite exultemus na 3 głosy i basso continuo (Asyż 1620)

### Utwory świeckie
- Il primo libro de madrigali na 5 głosów (Wenecja 1588)
- Il secondo libro de madrigali na 5 głosów (Wenecja 1599)
- Il terzo libro de madrigali na 5 głosów (Rzym 1612)